# طباعة النسيج

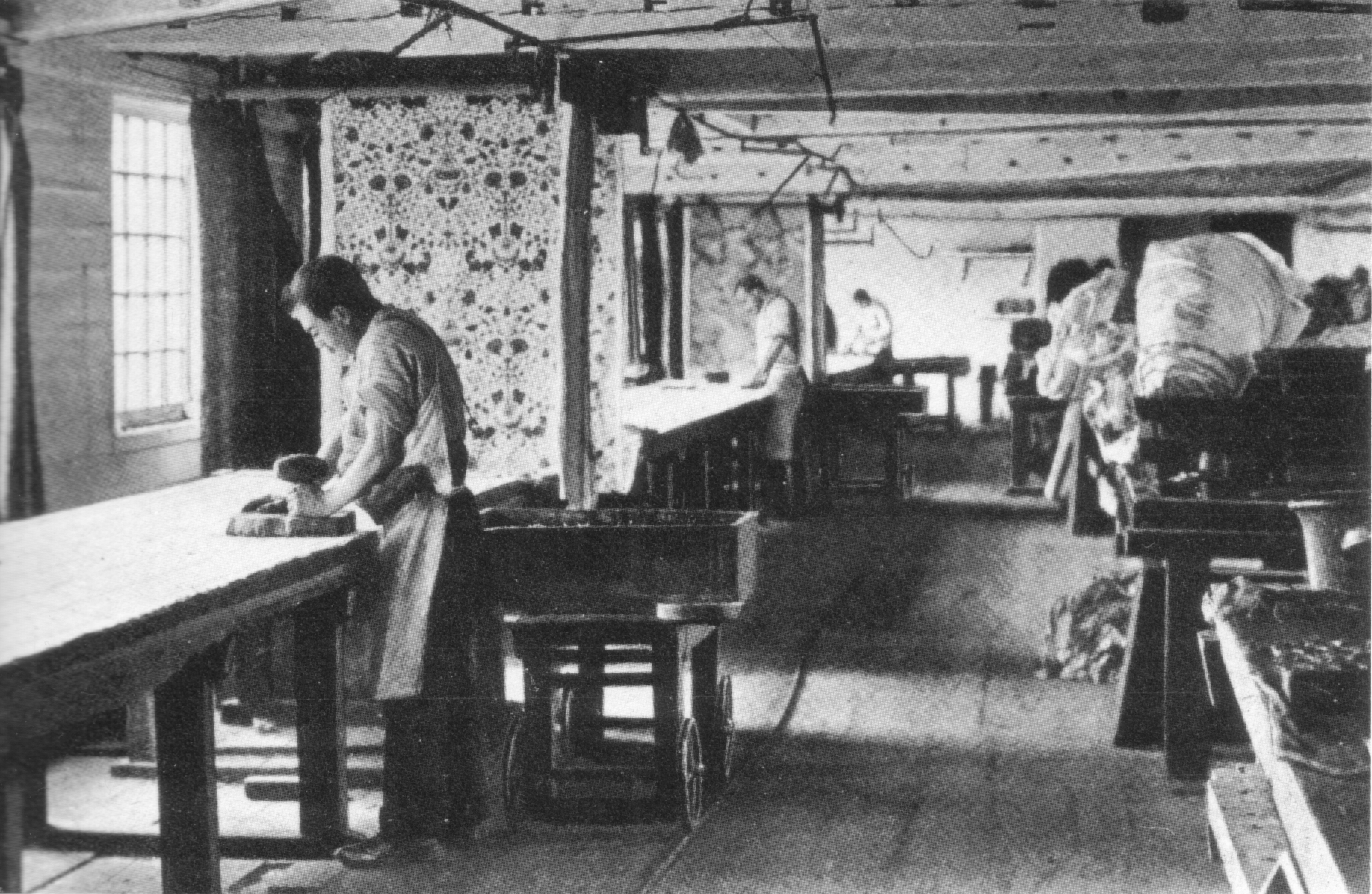

طباعة النسيج هي عملية تطبيق بعض الألوان على الأقمشة وفق رسم ونقش معينين، وعادة ما تكون وفق تكرار واضح ومحدد. ترتبط طباعة النسيج بصباغته، ففي الصباغة يغطى القماش بكامله وبتجانس بنفس اللون في حين أنه في الطباعة يمكن استخدام لون واحد أو أكثر لتشكيل نقش معين، فتكون الطباعة هي شكل موضعي للصباغة، بحيث تطبق الملونات على مناطق مختارة من النسيج لإنشاء التصميم.
تستخدم في الطباعة القوالب الخشبية، والرواسم (صَفِيحَةٌ مَعْدِنِيَّةٌ يُحْفَرُ عَلَيْهَا خَطٌّ أَوْ رَسْمٌ تُسْتَعْمَلُ فِي الطِّبَاعَةِ)، والصفائح المحفورة، والأسطوانات، والأقمشة (يطلق عليها حرير لأن الأقمشة التي استخدمت سابقًا من الحرير). تحتوي الأصبغة على مواد مثخنة لتمنع انتشار اللون بسبب الخاصة الشعرية خارج حدود الرسمة.
وتعتبر الطباعة في الوقت الحالى من أهم عوامل الموضة في صناعة الملابس، وفي الوقت الحالي تنتشر ثلاثة أنواع من الطباعة وهي الطباعة بالقوالب المسطحة (الشبلونات) والطباعة اليدوية (بالشابلونة الحريرية) والطباعة بالقوالب الأسطوانية (بالشبلونات الدائرية).
أما بالنسبة للطباعة بالشابلونة فهى عبارة عن إطار خشبي تم شد الحرير عليه وبعد ذلك تم طلائه بمادة تسمى الحساس الضوئى لاعداده لوضع الرسم المطلوب طباعته بواسطة التصوير الضوئى عن طريق ورق شفاف تم الرسم عليه بواسطة حبر يعزل الضوء بعدها تعالج الشابلونة تفتح بالماء مع الضغط حتى تسقط الاماكن التي كانت مغطاه بالحبر العازل للضوء على الكلك بعد ذلك ببعض المواد الكيميائية لتصبح جاهزة للطباعة ومن ثم يتم استخدامها بوضع الحبر بداخها وتحريكة فيتم نزول الحبر من الجزء المراد طباعته فقط.

## تاريخ
إن التغيير الأكبر في الموضة والتصميم الذي حدث في النسيج الأوروبي كان استخدام النسيج المطبوع. أنتج النسيج المطبوع الأول في الهند والصين منذ أكثر من أربعة آلاف سنة خلت. ويرجع تاريخ طباعة النسيج في أوروبا إلى حوالي القرن العاشر الميلادي. وكانت الرسوم والأشكال في اللباس الأوروبي تنتج بالحياكة والتطريز حتى أصبح النسيج المطبوع رخيصًا نسبيًا ومتاحا، ولم تكن هذه الملابس متوفرة إلا للأغنياء.
إن الإجراءات الحديثة لطباعة المنسوجات تعود إلى الطباعة بالقالب على الحرير في الصين القديمة. ووفق هذه الطريقة تطبع الأقمشة بتصميمات موضوعة على قوالب خشبية (Bloc printing). يحضر التصميم المراد طباعته على قالب خشبي، ثم يضغط القالب برفق على سطح معجون الطباعة. بعد ذلك يوضع القالب فوق سطح النسيج ويطرق عليه بمطرقة خشبية حتى يظهر التصميم على القماش. ويمكن الحصول على الرسم المطلوب بتكرار هذه العملية باستخدام ألوان مختلفة. وقد انتشرت الطباعة بواسطة الروسم (الإسْتَنْسِل: وهي صفيحة رقيقة من معدن أو ورق أو مشمّع مخرَّقة على صورة حروف أو رسوم) حيث يلون النسيج بالفرشاة عبر شقوق وفراغات الروسم، والطباعة باستخدام الاسطوانات المحفورة أيضا على نطاق واسع في القرن الخامس عشر.
ظلت الطباعة بالقالب اختيارًا عمليًا حتى اختراع آلة الطباعة بالقوالب الاسطوانية التي اخترعها جيمس بيل في سنة 1783 م. وكان من الممكن الطباعة المستمرة بستة ألوان بمعدل يكافئ 40 عاملاً يستخدم الطباعة بالقالب. اعتمد نجاح الآلة على الاسطوانات المنقوشة حيث ارتبط كل منها بلون خاص في التصميم.